# 相模原北警察署
相模原北警察署（さがみはらきたけいさつしょ）は、神奈川県警察が管轄する警察署の一つである。
相模原市警察部隷下、第四方面に属する中規模警察署であり、署長は警視。識別章所属表示はGM。通称「さがみきた」、「そうほく」。
当署は県内で数少ない、運転免許証更新時に即日交付を受けることが可能な警察署である。管内居住人口およそ11万人の相模原市緑区南東部の治安を担う。
管轄区域北側は東京都と隣接しており、しばしば警視庁と相互の緊急配備や事件手配が行われる。
平成24年以降、繁華街等における街頭犯罪抑止対策のため、街頭防犯カメラを運用している、県下で数少ない警察署の一つ。

## 所在地
- 相模原市緑区西橋本五丁目4番25号
- 最寄駅　JR横浜線・相模線、京王相模原線橋本駅

## 管轄区域
- 相模原市緑区の一部（詳細は右の表を参照）
  - 管轄面積：16.69km2

## 沿革
- 2006年（平成18年）4月1日 - 相模原警察署の管轄区域を分割し、神奈川県54番目の警察署として開設。鉄筋コンクリート地下1階、地上5階建て、地下には拳銃射撃訓練場を備えている。（2018年現在、神奈川県内の警察署で最も歴史の浅い警察署）

## 組織
署員数約200名
- 署長（警視）
- 副署長（警視）
- 警務課 - 警務係、住民相談係
- 留置管理課（平成28年度新設） - 管理係
- 会計課 - 会計係
- 生活安全課 - 防犯少年係、経済保安係
- 地域課（警ら用無線自動車3台、小型警ら車2台） - 地域企画係、地域第一係、地域第二係、地域第三係
- 刑事課 - 刑事総務係、強行犯係、盗犯係、鑑識係、知能暴力国際犯係、薬物銃器対策係
- 交通課 - 交通総務係、交通捜査係、交通指導係
- 警備課 - 警備係

（8課体制）
※「神奈川県警察の組織に関する規則（昭和44年公安委員会規則第2号）」を参考にした。

## 交番
- 橋本駅前交番　相模原市緑区橋本三丁目28番2号
- 下九沢交番　相模原市緑区下九沢1416番地3
- 大島交番　相模原市緑区大島3245番地4
- 橋本五差路交番　相模原市緑区西橋本一丁目28番10号
- 相原交番　相模原市緑区相原四丁目12番9号

## 街頭緊急通報装置
- JR・京王橋本駅周辺（相模原市緑区橋本二丁目） 1基

## 自動車ナンバー自動読取装置（Nシステム）
- 相模原市緑区橋本1丁目（国道16号）
- 相模原市緑区南橋本2丁目（国道16号）
- 相模原市緑区大島（県道48号）
- 相模原市緑区川尻（県道508号）